# Петър Каменов
Петър Каменов Паунов е български политик от БЗНС.

## Биография
През 1922 г. завършва право в Софийския университет. На следващата година участва в Септемврийското въстание, а след потушаването му емигрира в Румъния.
Между 1925 и 1942 г. отново е в България и работи като адвокат в Оряхово. От 1942 до 1944 г. е в лагера Кръсто поле.
През 1944 – 1945 г. е председател на Народния съд във Видин. От 1945 до 1951 г. е член на Управителния съвет и главен секретар на казионния БЗНС.
Подпредседател е на VI велико народно събрание и играе активна роля в разгрома на БЗНС – Никола Петков.
В периода 1947 – 1951 г. е министър на комуналното стопанство и благоустройството. Отстранен е от правителството заради позицията си за сливане на БЗНС с Българската комунистическа партия, която е отхвърлена от самите комунисти.